# Comines-Warneton
Comines-Warneton (neerlandese Komen-Waasten) è una città e comune di lingua francese con forte presenza fiamminga del Belgio situato nella Vallonia nella provincia di Hainaut. Fa parte dei comuni a facilitazione linguistica.
Dispone di uno statuto di comune con facilitazioni linguistiche per la sua minoranza fiamminga di lingua neerlandese, come nel caso di molti comuni belgi.
Si trova nell'arrondissement di Mouscron, ma ha la particolarità territoriale di essere un'enclave fra la Francia e la regione delle Fiandre. Questa enclave vallone è separata dal resto della regione francofona da pochi chilometri.

## Geografia fisica
La città è bagnata a sud dal fiume Lys che la separa dalla città di Comines appartenente alla regione dell'Alta Francia.

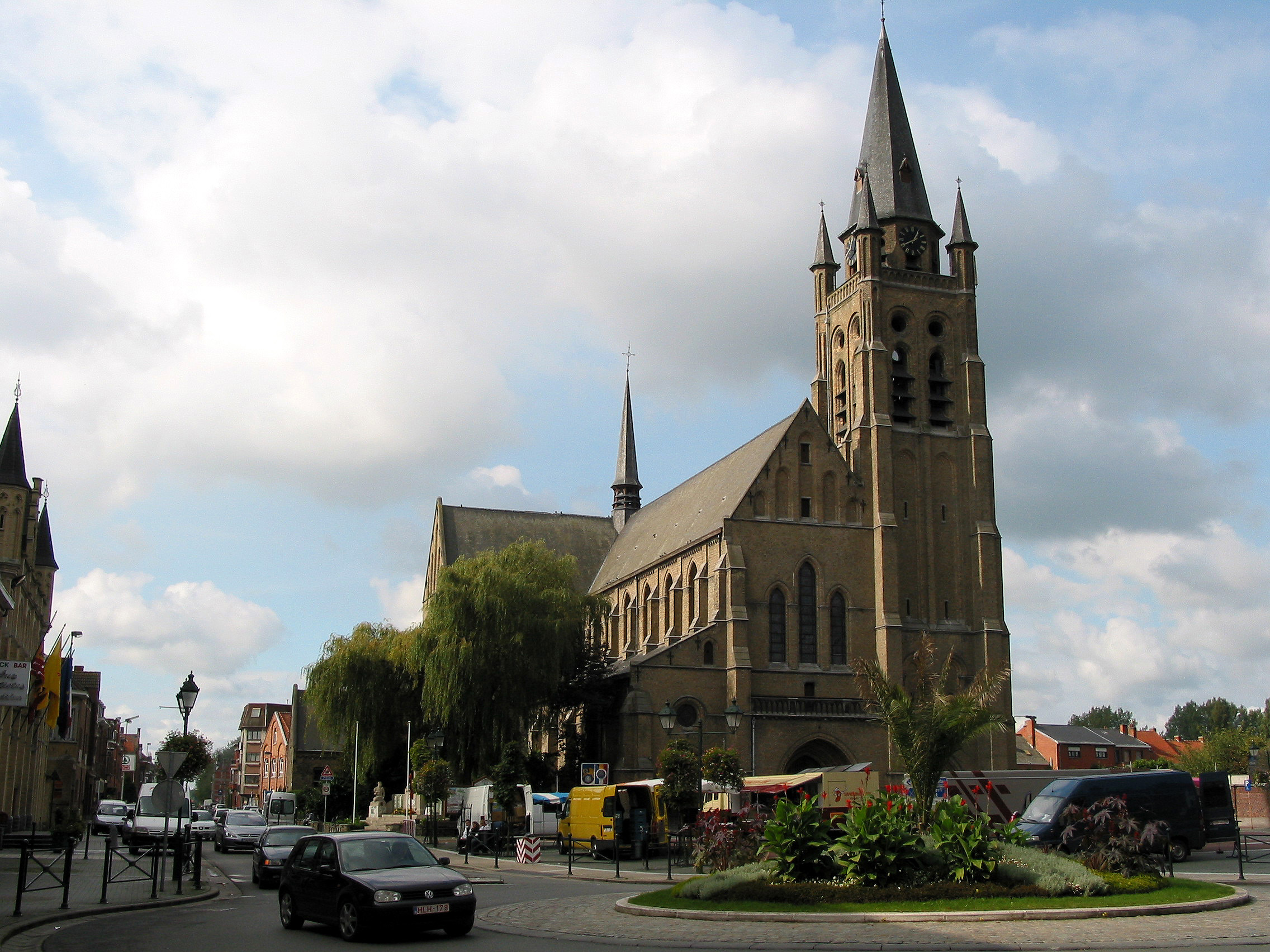
La chiesa di St. Chrysole (1912)